# عبد الوهاب الشواف
العقيد الركن عبد الوهاب الشواف (1916-1959) ( يقال أيضا أنه ولد في عام 1918 ) قائد وضابط عسكري عراقي وآمر لواء الموصل ( منذ 1958/07/14 إلى 1959/03/08) . قائد الانقلاب على نظام عبد الكريم قاسم في 8 آذار من عام 1959، والذي عرف باسم ثورة الشواف أو انقلاب الشواف. والذي قُتل خلاله بعد يوم واحد في 9 آذار 1959

## مولده ونشأته
ولد في بغداد، في أسرة دينية قوامها التقوى والورع، وكان والده عالماً فقيهاً وعمل قاضياً في بغداد، ونشأ ابنه عبد الوهاب في ظل هذه الرعاية العلمية، وسطاً في الحق، وسطاً في التقاليد الفضيلة، أكمل الدراسة الإعدادية في بغداد، وانتمى إلى الكلية العسكرية وتخرج فيها برتبة ملازم ثم انتسب إلى كلية الأركان العراقية وتخرج فيها، كما انتسب إلى مدرسة الضباط الأقدمين بإنجلترا وتفوق فيها.

## توجهاته السياسية
لم تكن توجهاته السياسية واضحة، فيقول البعض أنه كان ميالاً لحزب البعث، وقيل أنه كان ميالاً للشيوعية، كما اعتُقد أنه ديمقراطي حسب الزعيم الكردي مصطفى بارزاني.

## عائلته
ينتسب العقيد عبد الوهاب إلى عائلة الشوّاف، وهي أسرة عربية، ترجع إلى بطن من بطون القبيلة العربية الشهيرة قيس (جيس). ولقد اشتهرت عائلة الشواف بالتقوى والصلاح وظهر فيها دعاة ومصلحون وشعراء ورجال دين ورجال سياسة ومنهم عبد الفتاح الشواف صاحب كتاب (حديقة الورود)، الذي ترجمت لهُ الكثير من المراجع العربية. وأما والد عبد الوهاب فهو الأديب الشاعر صاحب الرسائل النثرية المأثورة (طه الشواف)، ومن رجالها البارزين النحوي المعروف أحمد الشواف جد الشاعر خالد الشواف، ويعتبر العالم الجليل الشواف القاطن في كبيسة بمحافظة الأنبار من فضلاء العائلة وكما ظهر في العائلة أدباء وعلماء فلقد كان للقيادة والسياسة رجالها من هذه العائلة أيضاً، حيث استوزر أحد رجالها المعروفين وهو الدكتور محمد الشواف.

## انقلابه
انضم لحركة الضباط الأحرار في عام 1953 تلك الحركة التي قدر لها أن تزيل النظام الملكي وترسي قواعد النظام الجمهوري في 14 تموز من عام 1958، فعين بعدها مباشرة حاكماً عسكرياً عاماً، وفي 15 تموز ألغي تعيينه بأمر من عبد السلام عارف، وصدر أمر آخر بتعيينه آمراً لحامية الموصل، وكان أيضاً على خلاف مع رئيس الوزراء عبد الكريم قاسم لاختلاف أفكارهما في تطبيق مبادئ الثورة، واشتد الخلاف فيما بينهما في مطلع آذار عام 1959، حين أمر قاسم بعقد (مهرجان السلام) في الموصل الذي استهدف من عقده تحطيم الجبهة القومية التي كان الشواف أحد أركانها، ورغم تحذيراته من عقد هذا المهرجان فلم يستطع إقناع عبد الكريم قاسم، فتمرد عليهِ وأعلن الانتفاضة من إذاعة محلية، وكان البيان الأول لهذا الانقلاب يدعو قاسم للتخلي عن السلطة، لكن الانقلاب جوبه بالقوة العسكرية، إذ أصدر عبد الكريم قاسم أوامره إلى القوة الجوية بقصف الحامية ومراكز الانتفاضة الأخرى، فجرح الشواف، بعدما تم قصف مقره من قبل الطيار خالد سارة وعند نقلهِ إلى المستشفى تصدى لهُ بعض أنصار عبد الكريم قاسم فأردوه قتيلاً، وفي رواية أخرى أن الشواف مات منتحراً، وقد قُتل في 9 آذار 1959، ونقلت جثته إلى بغداد، ودفنت في مقبرة الغزالي، وبعد انقلاب 8 شباط 1963 نقل رفاته إلى جامع أم الطبول حيث مقابر بعض المشاركين في هذه الثورة الذين أعدمو في عهد عبد الكريم قاسم.